# (36918) 2000 SM205
2000 SM205 (asteroide 36918) é um asteroide da cintura principal. Possui uma excentricidade de 0.09514770 e uma inclinação de 4.10409º.
Este asteroide foi descoberto no dia 24 de setembro de 2000 por LINEAR em Socorro.